# Méduse (1930)
Méduse (NN5) – francuski dwukadłubowy okręt podwodny z okresu międzywojennego i II wojny światowej, jedna z dziewięciu jednostek typu Diane. Okręt został zwodowany 26 sierpnia 1930 roku w stoczni Chantiers et Ateliers Augustin Normand w Hawrze, a w skład Marine nationale wszedł 1 września 1932 roku. Jednostka pełniła służbę na Morzu Śródziemnym i Atlantyku, a od zawarcia zawieszenia broni między Francją a Niemcami znajdowała się pod kontrolą rządu Vichy. „Méduse” wzięła udział w próbie odparcia desantu Aliantów w Afryce Północnej, jednak 10 listopada 1942 roku, po wcześniejszym uszkodzeniu przez amerykańskie samoloty, została samozatopiona nieopodal Mazaganu.

## Projekt i budowa
„Méduse” zamówiona została w ramach programu rozbudowy floty francuskiej z 1926 roku. Okręt, zaprojektowany przez Marie-Augustina Normanda i Fernanda Fenaux, należał do ulepszonej w stosunku do 600-tonowych typów Sirène, Ariane i Circé serii jednostek o wyporności 630 ton. Usunięto większość wad poprzedników: okręty charakteryzowały się wysoką manewrowością i krótkim czasem zanurzenia; poprawiono też warunki bytowe załóg.
„Méduse” zbudowana została w stoczni Augustin Normand w Hawrze . Stępkę okrętu położono 1 stycznia 1928 roku , a zwodowany został 26 sierpnia 1930 roku.

## Dane taktyczno-techniczne
„Méduse” była średniej wielkości okrętem podwodnym o konstrukcji dwukadłubowej. Długość między pionami wynosiła 64,4 metra, szerokość 6,2 metra i zanurzenie 4,3 metra . Wyporność normalna w położeniu nawodnym wynosiła 571 ton, a w zanurzeniu 809 ton. Okręt napędzany był na powierzchni przez dwa czterosuwowe silniki wysokoprężne Normand–Vickers o łącznej mocy 1400 KM. Napęd podwodny zapewniały dwa silniki elektryczne o łącznej mocy 1000 KM. Dwuśrubowy układ napędowy pozwalał osiągnąć prędkość 14 węzłów na powierzchni i 9 węzłów w zanurzeniu. Zasięg wynosił 2300 Mm przy prędkości 13,5 węzła w położeniu nawodnym (lub 4000 Mm przy prędkości 10 węzłów) oraz 82 Mm przy prędkości 5 węzłów w zanurzeniu . Zbiorniki paliwa mieściły 65 ton oleju napędowego. Dopuszczalna głębokość zanurzenia wynosiła 80 metrów .
Okręt wyposażony był w osiem wyrzutni torped: trzy stałe kalibru 550 mm na dziobie, jedną zewnętrzną kalibru 550 mm na rufie, podwójny zewnętrzny obracalny aparat torpedowy kalibru 550 mm oraz podwójny zewnętrzny obracalny aparat torpedowy kalibru 400 mm . Łącznie okręt przenosił dziewięć torped, w tym siedem kalibru 550 mm i dwie kalibru 400 mm . Uzbrojenie artyleryjskie stanowiło umieszczone przed kioskiem działo pokładowe kalibru 75 mm M1928 L/35 oraz pojedynczy wielkokalibrowy karabin maszynowy Hotchkiss kalibru 13,2 mm L/76. Jednostka wyposażona też była w hydrofony .
Załoga okrętu składała się z 3 oficerów oraz 38 podoficerów i marynarzy.

## Służba
„Méduse” weszła do służby w Marine nationale 1 września 1932 roku . Jednostka otrzymała numer burtowy NN5 . W momencie wybuchu II wojny światowej okręt pełnił służbę na Morzu Śródziemnym, wchodząc w skład 18. dywizjonu 2. Flotylli okrętów podwodnych w Oranie (wraz z siostrzanymi „Amphitrite”, „La Psyché” i „Oréade”) . Dowódcą jednostki był w tym okresie kpt. mar. J.M.A. Chevallier . 1 września 1939 roku wszystkie okręty 18. dywizjonu opuściły Oran, udając się do Casablanki . 19 listopada 1939 roku okręty podwodne „Méduse”, „La Psyché” i „Le Glorieux”, eskortowane przez niszczyciel „Bordelais” wyszły z Casablanki, docierając dzień później do Oranu .
7 maja 1940 roku „Méduse” i „Amphitrite” wyszły z Oranu, następnego dnia przeszły przez Cieśninę Gibraltarską i dołączyły do eskortowanego przez awizo „L’Impétueuse” konwoju 23-RS, docierając do Brestu . Po dotarciu do celu, oba okręty skierowano na remont stoczniowy . W czerwcu 1940 roku okręt znajdował się w składzie 18. dywizjonu, przechodząc remont w Breście, a jego dowódcą był nadal kpt. mar. Chevallier . 18 czerwca, wobec zbliżania się wojsk niemieckich do portu w Breście, „Méduse” ewakuowała się do Casablanki (razem z okrętami podwodnymi „Casabianca”, „Sfax”, „Persée”, „Poncelet”, „Ajax”, „Circé”, „Thétis”, „Calypso”, „La Sibylle”, „Amazone”, „Antiope”, „Orphée” i „Amphitrite”) . 26 września nowym dowódcą okrętu został mianowany kpt. mar. R.L.B. Castets . W listopadzie 1940 roku „Méduse” stacjonowała w Casablance (wraz z okrętami podwodnymi „Sidi Ferruch”, „Amphitrite”, „Amazone”, „La Sibylle”, „Orphée”, „Antiope” i „Sfax”) .
22 kwietnia 1941 roku z Casablanki w eskorcie awiza „La Boudeuse” wyszły okręty podwodne „Antiope”, „Méduse” i „Orphée”, udając się w rejs do Oranu . Jednostki przybyły do Oranu 24 kwietnia, po czym dwa ostatnie zostały pod dozorem w porcie. Dzięki temu 10 maja w morze mogły wyjść „Diane”, „Eurydice”, „Antiope” i „Thétis”, które w eskorcie torpedowca „La Bayonnaise” 14 maja dotarły do Tulonu  .
W listopadzie 1942 roku, kiedy doszło do lądowania aliantów w Afryce Północnej, „Méduse” stacjonowała w Casablance (wraz z okrętami podwodnymi „Sidi Ferruch”, „Le Conquérant”, „Le Tonnant”, „Antiope”, „Amazone”, „Orphée”, „La Sibylle”, „Amphitrite”, „La Psyché” i „Oréade”). Rankiem 8 listopada okręt otrzymał rozkaz zaatakowania jednostek inwazyjnych i w zanurzeniu opuścił port między 7:10 a 8:30. Jednostka, dowodzona przez kpt. mar. Roya, tuż po godzinie 10:00 przeprowadziła nieskuteczny atak torpedowy na amerykański krążownik ciężki USS „Tuscaloosa” (CA-37). Tego i następnego dnia „Méduse” została jednak uszkodzona przez amerykańskie samoloty i 10 listopada nieopodal Mazaganu załoga dokonała samozatopienia jednostki, wyrzucając ją na brzeg (na pozycji 33°25′N 8°40′W/33,416667 -8,666667) . Wrak okrętu został dodatkowo zbombardowany przez samolot pokładowy z amerykańskiego krążownika lekkiego USS „Philadelphia” (CL-41)  .